# Taquan Air
Taquan Air — торговая марка, под которой американская местная авиакомпания Venture Travel, LLC, базирующаяся в городе Кетчикан (штат Аляска), выполняет регулярные и чартерные пассажирские и грузовые авиаперевозки. Порт приписки — Кетчикан-Харбор.

## История
Авиакомпания была основана в августе 1977 года как Taquan Air Service Incorporated. Venture Travel, LLC купила активы компании в апреле 2000 года. После этого авиакомпания получила контракт с Почтовой службой США на обслуживание небольших населённых пунктов.

## Флот
Флот Taquan Air состоит из 8 самолётов de Havilland Beaver.

## Пункты назначения
Taquan Air выполняет регулярные полёты в следующие аэропорты Аляски (на июнь 2009 года):
1. Кетчикан (WFB) — Кетчикан-Харбор (FAA: 5KE)
2. Коффман-Кав (KCC) — Коффман-Кав
3. Крейг (Аляска) (CGA) — Крейг
4. Дип-Бей / Моузер-Бей (KMY) — Моузер-Бей
5. Эдна-Бей (EDA) — Эдна-Бей
6. Грейс-Харбор (GHR)
7. Лонг-Айленд (LIJ) (сезонный маршрут)
8. Хайдаберг (HYG) — Хайдаберг
9. Хайдер (WHD) — Хайдер (FAA: 4Z7)
10. Метлакатла (MTM) — Метлакатла
11. Наукати (NKI) — Наукати (FAA: AK62)
12. Пойнт-Бейкер (KPB) — Пойнт-Бейкер
13. Порт-Протекшен (PPV) — Порт-Протекшен (FAA: 19P)
14. Торн-Бей (KTB) — Торн-Бей
15. Уэйл-Пасс (WWP) — Норт-Уэйл (FAA: 96Z)

Выполняются также нерегулярные перевозки в другие аэропорты и гидроаэропорты Аляски

## Инциденты
24 июля 2007 года самолёт de Havilland Canada DHC-2 Beaver авиакомпании по пути из бухты Кетчикана в Мисти Фьордс потерпел крушение. Пилот Джозеф Кэмпбелл и все четыре пассажира погибли.